# Huta Baru (Simangambat)
Huta Baru is een bestuurslaag in het regentschap Padang Lawas Utara van de provincie Noord-Sumatra, Indonesië. Huta Baru telt 1701 inwoners (volkstelling 2010).